# Buddleja curviflora
Buddleja curviflora là một loài thực vật có hoa trong họ Huyền sâm. Loài này được Hook. & Arn. mô tả khoa học đầu tiên năm 1838.